# Hupperath
Hupperath (Lautschrift in Eifeler Mundart: Hauperth) in der Eifel ist eine Ortsgemeinde im Landkreis Bernkastel-Wittlich in Rheinland-Pfalz. Sie gehört der Verbandsgemeinde Wittlich-Land an. Durch die Ortsmitte verläuft der 50. Breitengrad.

## Geschichte
Hupperath wurde erstmals 1173 als Humbrecterod urkundlich erwähnt. Ab 1794 stand Hupperath unter französischer Herrschaft, 1815 wurde der Ort auf dem Wiener Kongress dem Königreich Preußen zugeordnet. Seit 1946 ist er Teil des Landes Rheinland-Pfalz.

## Politik

### Bürgermeister
Patrick Simon ist seit dem 8. Juli 2014 Ortsbürgermeister von Hupperath. Er wurde im Juni 2024 wiedergewählt.
Simons Vorgänger war bis 2014 Werner Dresen.

### Wappen
| Wappen von Hupperath | Blasonierung: „Von Grün und Silber geteilt. In Grün ein 12endiges, silbernes Hirschgeweih mit Grind, einschließend ein silbernes Kreuz, in Silber zwei schragenförmig gekreuzte blaue Rodehacken mit schwarzen Stielen.“ |
| Wappen von Hupperath | |

## Kultur

### Vereine
Die Ortsgemeinde Hupperath verfügt über einen Musikverein, einen Sportverein (Spielvereinigung Minderlittgen-Hupperath e. V.), einen Männergesangverein (zusammen mit Minderlittgen), eine Freiwillige Feuerwehr mit Jugendfeuerwehr und den Verein für Flora und Fauna in Hupperath.

### Regelmäßige Veranstaltungen
- Neujahrsrock: Eine Rock-Veranstaltung die einmal jährlich stattfindet. Ausgerichtet wird die Veranstaltung vom Musikverein Hupperath.
- Weiberdonnerstag: Nachmittags Kinderkarneval; danach bunter Abend mit Büttenreden und Sketchen.
- Konzertabend des Musikvereins. Dieser findet einmal jährlich im November statt.

### Ferien am Ort

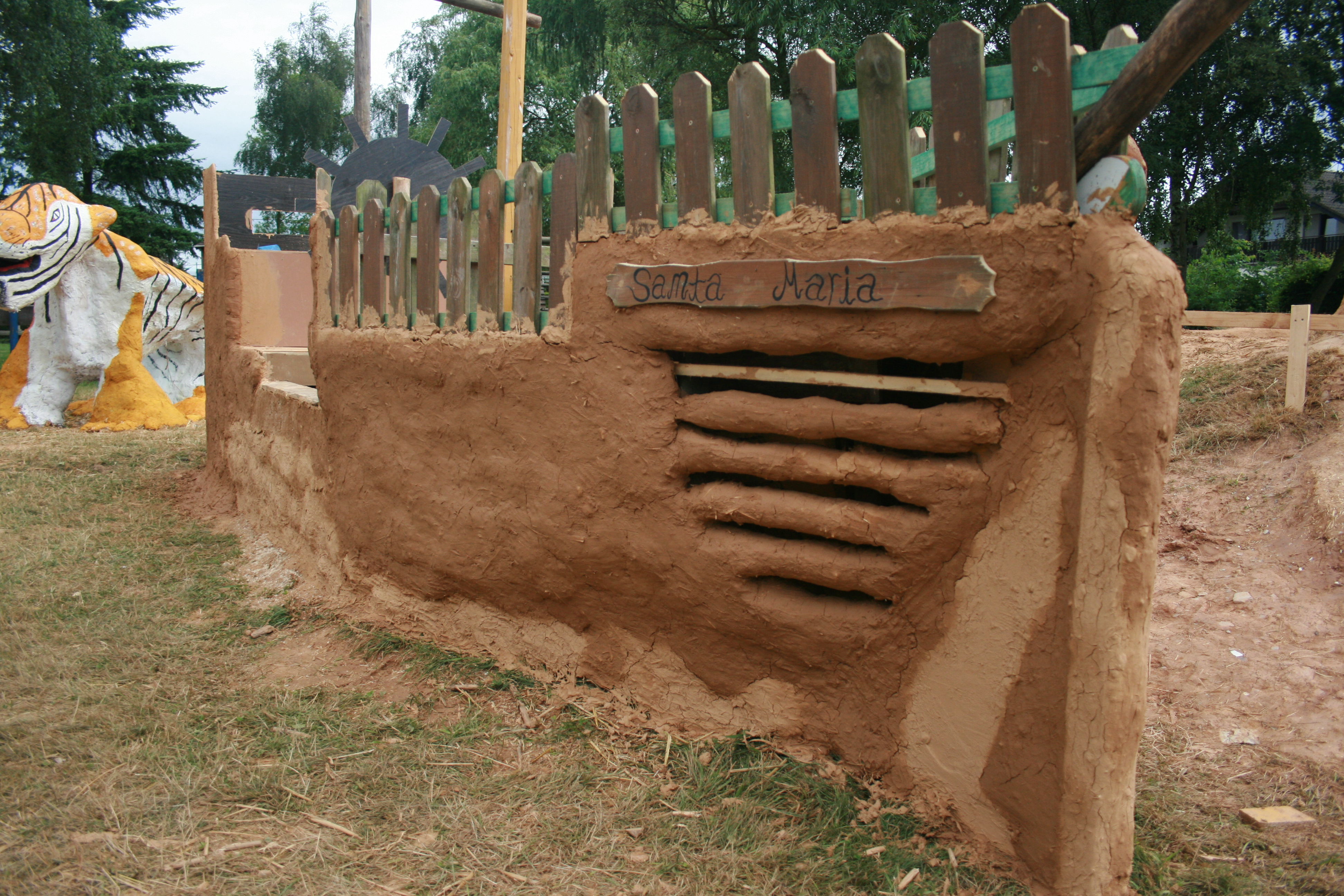
Ein aus Lehm erbautes Schiff

Die Freizeitwoche „Ferien am Ort“ wird von der Spielvereinigung Minderlittgen/Hupperath in Kooperation mit dem Musikverein Hupperath gestaltet. Sie bietet Jugendlichen eine abwechslungsreiche Freizeitbeschäftigung innerhalb der Sommerferien.

## Persönlichkeiten
- Josef Simon (1930–2016), Philosoph